# 珠街镇
珠街镇，是中华人民共和国云南省文山壮族苗族自治州广南县下辖的一个乡镇级行政单位。

## 行政区划
珠街镇下辖以下地区：
珠街村、树科村、老卧村、小阿章村、里吉村、尼录村和放羊村。